# Inhapi
Inhapi é um município brasileiro do estado de Alagoas.
O topônimo do município é originário da língua geral baseada no tupi antigo e significaria “buraco na pedra” ou “água sobre pedra“, expressão utilizada pelos indígenas da região quando se referiam aos lajedos que juntavam água pluviais nas áreas mais baixas na região que é conhecida na actualidade como Lagoa Inhapi.

## História
A presença humana no território do município de Inhapi tem origens muito anteriores à conquista do território brasileiro pelos europeus a partir de 1500, em razão dos vestígios de cultura material deixados em sítios arqueológicos por grupos de caçadores-coletores pré-cabralinos que habitaram a região.
Além desses povos originários pré-cabralinos desconhecidos, no território do município de Inhapi consta também a presença ancestral dos povos indígenas Koiupanká, etnia descendente da diáspora, ocorrida no século XIX, dos Pankararu e Pankaru que estavam presentes em aldeamento colonial denominado de Brejo dos Padres que era situado no sertão do atual estado de Pernambuco.
A formação da contemporânea cidade de Inhapi se encontraria na imigração feita pela família Moreira, aproximadamente em 1902, quando construíram uma residência no local que viria a ser conhecido como Sítio Roçado, situado no território do então município de Paulo Afonso (atual município de Mata Grande). Em seguida, houve a chegada de Margarida Vieira e, algum tempo depois, é construída a primeira capela na área, que foi administrada temporariamente por um leigo chamado José Miguel.
As primeiras manifestações de atividades econômicas no município são identificadas em 1917, ano de realização da primeira feira no município, época em que ocorreu a migração da família Guia. Em 1918, foi aberto o primeiro estabelecimento comercial por Pedro Ferreira Vilar (o "Vida Ferreira"), uma loja que permaneceu suas atividades pelas décadas seguintes. Em seguida, o Sítio Roçado amplia o crescimento de seu núcleo populacional por meio da imigração de novas famílias, como a Villar ou Vilar, a Horário, a Pereira, a Silva, a Biê e a Bezerra.
Na década de 1950, situada no pé da Serra dos Grudes, o povoado de Sítio Roçado que seria a sede do município de Inhapi na década seguinte, era formado por 140 casas que reunindo uma população de 400 habitantes dispunha de serviços de luz elétrica e duas escolas primárias.
Inhapi foi emancipado politicamente na década de 1960 quando foi elevado ao status de município pela lei estadual nº 2.460, de 22 de agosto de 1962, com o desmembramento de seu território da área que compunha o município de Mata Grande.
Na década de 1990, reportagem do jornal Folha de S.Paulo identificou o município de Inhapi, junto com os municípios de Mata Grande e de Canapi, como locais em que a família Malta, clã político que reúne personalidades políticas como os ex-governadores Joaquim Vieira Malta e Euclides Vieira Malta, o ex-deputado federal Vitório Malta Marques e a ex-primeira dama do Brasil Rosane Collor, cujo pai é primo de Wilson L. Vilar, o primeiro prefeito de Inhapi, vem exercendo o seu mandonismo político.
Em 1997, o município de Inhapi foi escolhido para ser um dos locais que foram projetos-piloto do Programa de Alfabetização Solidária, em razão de naquela época o analfabetismo atingir 80% de sua população urbana. O referido programa contribuiu para a alfabetização de mais de mil alunos do município, o que interferiu para mudanças culturais na região.
Atualmente é conhecida como "Terra do Carro de Boi" por ter o maior encontro de Carros de Bois do nordeste, chegando a reunir mais de 350 carros, na festa que é realizada todos os meses de julho[carece de fontes?].

## Geografia
Localizado na região oeste do estado de Alagoas, o município de Inhapi se limita com os seguintes municípios:
| Noroeste: Mata Grande                      | Norte: Mata Grande e Canapi        | Nordeste: Canapi                                   |
| Oeste: Água Branca e Olho d'Água do Casado |                                    | Leste: Senador Rui Palmeira e Canapi               |
| Sudoeste: Olho d'Água do Casado            | Sul: Piranhas e São José da Tapera | Sudeste: Senador Rui Palmeira e São José da Tapera |

Com uma área de 374,161 km², o espaço territorial do município de Inhapi corresponde a aproximadamente 1,35% do estado de Alagoas.
O município de Inhapi pertence à unidade geoambiental do Planalto da Borborema, formada por maciços e outeiros altos, com a altitude variando em média entre 650 a 1.000 metros, porém, a sede do município fica localizada em um ponto baixo do território municipal que tem uma altitude aproximada de 400 metros.
O relevo do município é geralmente movimentado, possuindo vales profundos e estreitos dissecados. Ademais, a fertilidade dos solos é caracterizada por ser bastante variada, havendo certa predominância de ser média para alta.
Situada no bioma da Caatinga, a vegetação do município de Inhapi é formada por Florestas Subcaducifólica e Caducifólica, típicas das região agreste.
O clima em Inhapi é do tipo Tropical Chuvoso, com verão seco. Geralmente, a estação chuvosa se inicia no município em janeiro e fevereiro com término entre setembro a outubro.

### Hidrografia
As áreas territoriais do município de Inhapi estão inseridas na bacia hidrográfica do rio São Francisco. Assim, este município é banhado pela sub-bacia do rio Ribeira do Capiá, que o limita a sudeste. Os principais afluentes dessa região hidrográfica são: 
- riachos Cabeceiro e da Promissão (situados no norte do município);
- riachos Mulungu, Fundo, do Touro e Alferes (leste);
- riachos Enéias Lisboa, Vaca Branca, das Batatas, Croatá, Poço Grande e Vermelho (centro e sul do município);
- riachos Fundo e Olho d’Água Seca (extremo noroeste).

## Demografia
Sua população, conforme estimativas do IBGE de 2021, era de 18 398 habitantes.
O município reúne a maior parte dos integrantes do povo indígena Koiupanká, cujos membros são compostos por aproximadamente 200 famílias que estão organizadas e dispersas nas comunidades de Baixa Fresca, Baixa do Galo, Aldeia Roçado, situadas na Serra do Cruzeiro, além dos indígenas que habitam as zonas periféricas da cidade de Inhapi.

### Desenvolvimento Humano
O Índice de Desenvolvimento Humano Municipal de Inhapi é 0,484, em 2010. O município está situado na faixa de Desenvolvimento Humano com o índice Muito Baixo.
Componentes do IDH do município em 2010:
- Educação: 0,316[12]
- Renda: 0,501[12]
- Longevidade: 0,718[12]

Quanto ao desenvolvimento humano, segundo o PNUD, o município de Inhapi possui um dos menores índices do Brasil (5550º lugar entre 5565 municípios avaliados), o terceiro pior da região Nordeste do Brasil e o pior do estado de Alagoas, sendo considerado como muito baixo, o que, para efeitos de comparação, faz com que o IDH deste município esteja próximo ao de países como Guiné Bissau que no IDH de 2021 apresentava o índice de 0,483 e abaixo do IDH da Eritréia que possui um índice de 0,492.

## Organização Político-Administrativa
O Município de Inhapi possui uma estrutura político-administrativa composta pelo Poder Executivo, chefiado por um Prefeito eleito por sufrágio universal e pelo Poder Legislativo, institucionalizado pela Câmara Municipal de Inhapi, órgão colegiado de representação dos munícipes que é composto por 9 vereadores também eleitos por sufrágio universal.
A administração pública municipal de Inhapi é composta pelo chefe do Poder Executivo, pelos secretários municipais e pelos dirigentes de outros órgãos e entidades da administração direta e indireta, sendo que os ocupantes destes últimos cargos em comissão são nomeados pelo prefeito.

### Atuais autoridades municipais de Inhapi
- Prefeito: Luiz Celso Malta Brandão Filho "Tenorinho Malta" - PP (2021/-)[15]
- Vice-prefeito: Edno de Souza Lima - MDB (2021/-)[15]
- Presidente da Câmara: Gilson Tenório Cavalcanti - PP (2021/-)[15][16]

## Economia
A economia do município de Inhapi se encontra concentrada na agropecuária extensiva e no sector de serviços, com destaque para o comércio
na zona urbana. Nessas atividades econômicas, os postos de trabalho oferecidos são informais e apresentam uma média de remuneração muito baixa para as atividades que são desempenhadas.
A transferência de renda por meio de benefícios previdenciários (ex.: aposentadorias) e assistenciais (ex.: Bolsa Família) constituem uma importante  fonte de circulação de moeda no município, em razão do pouco desenvolvimento e a ausência de diversidade em sua economia, marcada pela inexistência de indústrias no local.
A principal fonte de geração de emprego são os serviços públicos estadual e municipal, sendo este o principal vínculo formal de emprego das pessoas existente no município de Inhapi. Excluindo as pessoas que se encontram vinculadas estatuto do funcionalismo público, as relações de trabalho no município de Inhapi ainda não atendem às normas trabalhistas, o que sujeita a sua população a cargas horárias que não correspondem a pouca remuneração que recebem. Reflexo disso é o fato de o trabalho exercido por meio de carteira assinada não ser uma prática comum, principalmente na zona rural, onde a informalidade predomina.

## Infraestrutura

### Infraestrutura básica
De acordo com o censo do IBGE em 2010, Inhapi contava com 4 394 domicílios, dos quais 1 921 estavam situados na zona urbana e 2 473 na zona rural..
O serviço de fornecimento de energia elétrica é feito pela Equatorial Energia Alagoas, antiga Companhia Energética de Alagoas (CEAL) que foi privatizada pela Eletrobrás em dezembro de 2018, durante a gestão de Michel Temer. Como ocorre nos demais municípios alagoanos, a voltagem em Inhapi é de 220 V.
Sobre a infra-estrutura de saneamento básico, em 2017, o Município de Inhapi promulgou uma Política Municipal de Saneamento Básico aprovada pela Lei municipal nº 83/2017 e, desde 2018, Inhapi possui um Plano Municipal de Saneamento Básico aprovado por meio da Lei municipal nº 92/2018.
Os serviços de abastecimento de água e a coleta de esgoto do município de Inhapi são feitos pela Companhia de Saneamento de Alagoas (CASAL). Segundo dados de 2010, 59,05% das famílias de Inhapi estavam sem canalização de água no seu domicílio.
Estima-se que a coleta de lixo em 2020 abrangia 87,16% da população urbana do município.

## Cultura

### Feriados
Inhapi possui os seguintes feriados municipais fixos:
- 22 de agosto, dia da emancipação política de Inhapi[25];
- 07 de outubro, dia de Nossa Senhora do Rosário, padroeira do município (Lei Municipal nº 52/2015)[25][26].

Os feriados móveis do município são o Carnaval, a Sexta-Feira da Paixão (Sexta-Feira Santa) e o Corpus Christi.